# 羅戈扎尼
50°47′51″N 24°5′34″E / 50.79750°N 24.09278°E
羅戈扎尼（烏克蘭語：Рогожани），是烏克蘭西北部的村莊，隸屬沃倫州的沃洛德米爾區。該村處於伊濟夫卡河畔，面積0.18平方公里，海拔高度207米，2001年人口398。